# Джонс, Букер Ти
Букер Ти Джонс (англ. Booker T. Jones, род. 12 ноября 1944) — американский музыкант-органист (клавишник), композитор, продюсер и аранжировщик.
Известен прежде всего как лидер инструментальной группы Booker T. and the M.G.’s, которая служила в качестве штатного аккомпанирующего ансамбля на студии звукозаписи Stax Records, и работу которой можно услышать на многих хитах многих известных музыкантов.
Музыкальный сайт AllMusic пишет, что «Джонс, в качестве лидера группы Booker T. & the MG’s, которая служила студийной группой на Stax, а также записала на свой счёт несколько собственных хитов, был одним из архитекторов звучания мемфисского соула 1960-х годов. Но достижения Джонса на этом не окончились, и как продюсер, автор песен. аранжировщик и инструменталист он работал с удивительно разнообразным спектром артистов, от Вилли Нельсона до Джона Ли Хукера, от Soul Asylum до The Roots».

## Биография
Букер Т. Джонс родился 12 ноября 1944 года в Мемфисе, штат Теннесси. Имя ему дали в честь отца, Букер Т. Джонса-старшего, в свою очередь названного так в честь просветителя Букера Т. Вашингтона. Букер Т. Джонс-старший был учителем естествознания в школе и приносил в семью относительно стабильный заработок, соответствующий нижним слоям среднего класса.